# László Széchy
László Széchy (n. 18 noiembrie 1891, Arad, Austro-Ungaria – d. 9 decembrie 1963, Budapesta, Republica Populară Ungară) a fost un scrimer maghiar, medaliat olimpic. A participat la o ediție a Jocurilor Olimpice (1924) în care a câștigat o medalie de argint.

## Participări
Lista de mai jos prezintă principalele competiții la care a participat László Széchy de-a lungul carierei.
- sabre masculin par équipes aux Jeux olympiques d'été de 1924[*]